# Shang Zu Geng
Shang Zu Geng, var en kinesisk monark. Han var kung av Shangdynastin 1185 f.Kr.